# Psilocybin
Psilocybin ist ein Indolalkaloid aus der Gruppe der Tryptamine. Der Konsum von Psilocybin erfolgt in der Regel in Form von psilocybinhaltigen Pilzen und bewirkt einen psychedelischen Rausch mit visuellen Halluzinationen. Dieser Zustand ähnelt dabei einem LSD-Rausch, ist in der Regel jedoch kürzer. Verantwortlich für die Wirkung ist wesentlich das Hydrolyse-Produkt Psilocin. Psilocybin stellt somit ein Prodrug von Psilocin dar. Der Name der Verbindung leitet sich von der Pilzgattung Psilocybe ab.

## Geschichte

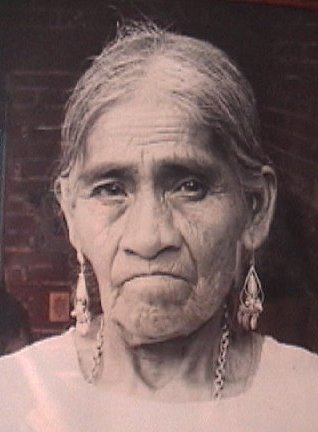
Maria Sabina in Oaxaca.

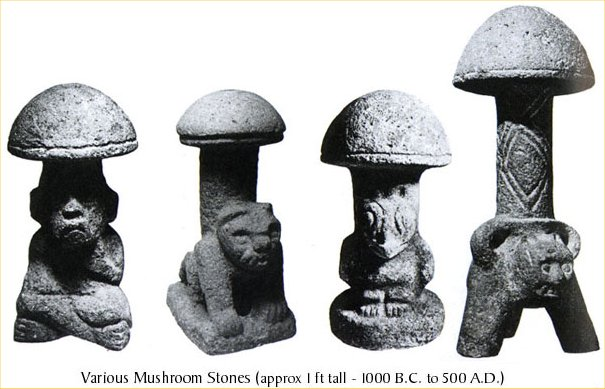
Pilzsteine, etwa 30 cm

1955 nahmen in Mexiko unter Leitung der Heilpriesterin María Sabina der Banker und Ethnomykologe R. Gordon Wasson und seine Ehefrau, die Ärztin Valentina Pavlovna Wasson, aktiv an einer heiligen Pilzzeremonie (eine Velada, spanisch »Nachtwache«) der Mazateken in den Mixeteco-Bergen teil. R. Gordon Wasson machte 1957 durch den Artikel „Magic Mushrooms“ im Magazin „Life“ psilocybinhaltige Pilze bekannt. Valentina Pavlovna Wassons Bericht über die Pilzzeremonie „I Ate the Sacred Mushroom“ wurde am 19. Mai 1957 im Magazin „This Week“ veröffentlicht – sechs Tage nachdem der Artikel ihres Mannes veröffentlicht wurde. In diesem Artikel schlägt sie als eine der Ersten vor, dass psychedelische Pilze als Psychotherapeutikum eingesetzt werden könnten. Der Schweizer Chemiker Albert Hofmann isolierte Psilocybin und Psilocin aus natürlich gewachsenen und angezüchteten Fruchtkörpern und Myzelien der Pilzarten Psilocybe mexicana und Psilocybe cubensis. (→Roger Heim) Die Veröffentlichung darüber erschien 1959; später gelang ihm auch die Totalsynthese. Wassons und Hofmann suchten Sabina im Herbst 1962 auf und sie leitete eine Velada, bei der sie erstmals synthetisches Psilocybin, in der Form von Pillen mit je 5 mg, verwendete. Nach der nächtlichen Zeremonie bestätigte Sabina, dass die Pillen die gleiche Wirkung hätten wie die Pilze. Auf die lange Geschichte der Nutzung psychoaktiver Pilze in Lateinamerika deuten sogenannte Pilzsteine hin, die auf 1000–500 v. Chr. datiert werden. Das erste schriftliche Zeugnis einer Nutzung halluzinogener Pilze in westlichen Aufzeichnungen stellt das Buch Historia general de las cosas de Nueva España von Bernardino de Sahagún aus dem 16. Jahrhundert dar.
In den 1960er Jahren wurden vor allem im psychiatrischen Bereich Studien und Psycholytische Psychotherapie mit Psilocybin durchgeführt, bis diese auf Grund strenger Regulierungen zum Erliegen kamen. Momentan wird die Psilocybin-assistierte Psychotherapie wieder verstärkt erforscht, u. a. bei behandlungsresistenten Depressionen und mit Krebskranken im Endstadium, um ihnen einen möglicherweise besseren Umgang mit dem Tod zu ermöglichen.

## Chemie
Nach der Einnahme wird Psilocybin durch Abspaltung einer Phosphatgruppe in Psilocin überführt, welches die eigentliche psychoaktive Substanz darstellt. Psilocin ist als Indolalkaloid ein Tryptamin. Die Ausgangssubstanz Psilocybin liegt als Zwitterion vor. Sie kann mittels Ehrlich-Reagenz bei der Dünnschichtchromatographie (DC) nachgewiesen werden.

### Darstellung
Im August 2017 wurde erstmals eine Arbeit über die enzymatische Synthese von Psilocybin aus Tryptophan über 4-Hydroxy-L-tryptophan durch Isolierung der vier Schlüsselenzyme (PsiD, PsiH, PsiK, PsiM) aus P. cubensis und P. cyanescens veröffentlicht. Andere Synthesewege wie die Totalsynthese und Biosynthese sind beschrieben worden.

## Vorkommen

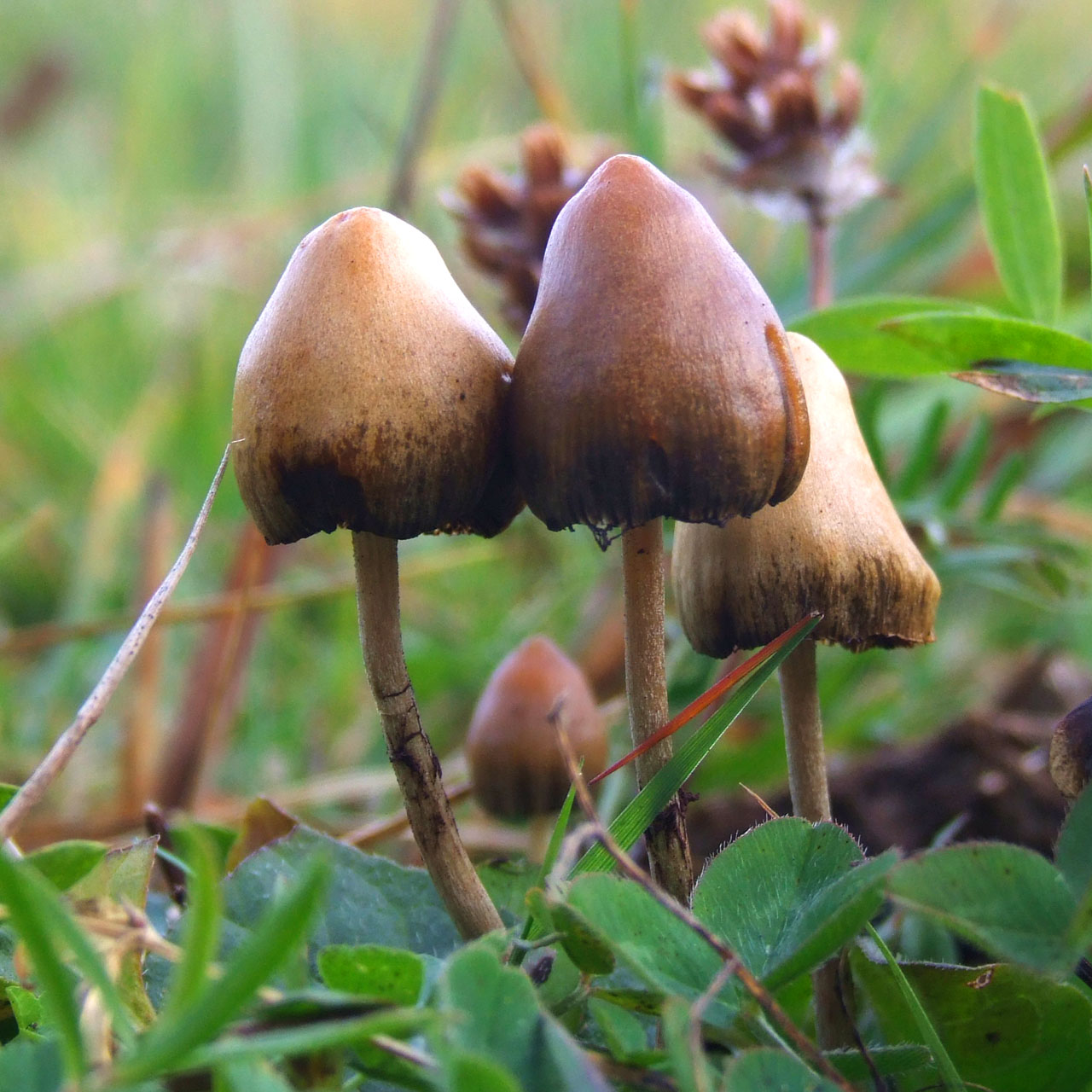
Der Spitzkegelige Kahlkopf (Psilocybe semilanceata) enthält Psilocybin.

Psilocybin kommt in einigen Pilzarten vor, insbesondere der Gattung der Kahlköpfe (Psilocybe azurescens, P. tampanensis, P. cubensis, P. cyanescens, P. mexicana, in Mitteleuropa in P. semilanceata (Spitzkegeliger Kahlkopf) u. a.); diese werden unter dem Begriff psilocybinhaltige Pilze zusammengefasst. In getrockneten Pilzen liegt die Menge an Psilocybin zwischen rund 0,1 und 2 %.
| Art                                                                                         | % Psilocybin |
| ------------------------------------------------------------------------------------------- | ------------ |
| P. azurescens                                                                               | 1,78         |
| P. serbica                                                                                  | 1,34         |
| P. semilanceata                                                                             | 0,98         |
| P. baeocystis                                                                               | 0,85         |
| P. cyanescens                                                                               | 0,85         |
| P. tampanensis                                                                              | 0,68         |
| P. cubensis                                                                                 | 0,63         |
| P. weilii                                                                                   | 0,61         |
| P. hoogshagenii                                                                             | 0,60         |
| P. stuntzii                                                                                 | 0,36         |
| P. cyanofibrillosa                                                                          | 0,21         |
| P. liniformans                                                                              | 0,16         |
| Dokumentierter Maximalgehalt an Psilocybin in der Gattung Psilocybe (% des Trockengewichts) |              |

## Wirkung im Menschen

### Wirkung und Nebenwirkungen
| Menge     | Wirkung                                        |
| --------- | ---------------------------------------------- |
| 3–6 mg    | Schwellenwert, leichter Rauschzustand          |
| 5–10 mg   | halluzinogene, noch antriebssteigernde Wirkung |
| ~10 mg    | typische Konsumdosis                           |
| 10+ mg    | verstärkte halluzinogene Wirkung               |
| ~20 mg    | hohe Konsumdosis                               |
| 20+ mg    | starke halluzinogene Wirkung                   |
| 30+ mg    | Höchstdosis                                    |
| 20.000 mg | vermutete letale Dosis                         |

Die Wirkung von Psilocybin ist durch körperliche Leichtigkeit und Energie, unkontrolliertes Gelächter, Freude, Euphorie und veränderte visuelle Wahrnehmung gekennzeichnet. Schwindel, Übelkeit, Erbrechen und Panikattacken können als Nebenwirkung von Psilocybin auftreten. Organische Schäden sind nicht bekannt. Das Niedrigdosieren von Psilocybin im Schwellenbereich unterhalb bzw. innerhalb der Effektivdosis wird Microdosing bzw. Minidosing genannt.

### Wirkmechanismus
An Nervenzellen im Gehirn dockt die psychoaktive Sekundärsubstanz Psilocin hauptsächlich über Serotonin-Rezeptoren des Typs 5-HT2A an, und zwar als ein Partialagonist mit hoher Affinität. Es besteht heute Einigkeit darüber, dass die Wirkung psychedelischer Drogen vor allem über diesen Rezeptortyp ausgelöst wird.

### Lokalisation von Effekten im Gehirn
Neuronale Erregung über diesen Serotoninrezeptor führt ihrerseits zu einer Zunahme GABA-vermittelter, hemmender Signale in wichtigen Schaltzentren des Gehirns. Untersuchungen der sichtbaren Wirkung von Psilocin im Gehirn durch bildgebende Verfahren zeigten dann auch mehrere bedeutende Zentren mit herabgesetzter Aktivität. Je stärker die von den Versuchspersonen erlebte Wirkung der Droge war, umso mehr war die neuronale Aktivität dieser Zentren herabgesetzt. Gehirnregionen gesteigerter Aktivität wurden dagegen nicht gefunden. Als mögliche Erklärung wurde vorgeschlagen, dass durch Psilocin das normale Gleichgewicht neuronaler Informationsflüsse gestört wird.
In einer weiteren Studie mit bildgebenden Verfahren wurden ebenfalls herabgesetzte Gehirnfunktionen gemessen. Hier waren sie verknüpft mit den direkt nach den Gehirn-Scans registrierten Effekten von Ich-Störungen (Depersonalisation).

### Risiken
Eine niederländische Regierungsstudie (CAM-Studie) kam zu dem Schluss, dass der Konsum von Psilocybin nicht signifikant von psychotischen Begleiterscheinungen geprägt sei. Flashbacks wurden beobachtet; sie treten jedoch seltener auf als beim Konsum von LSD.
Wie alle psychoaktiven Substanzen birgt auch Psilocybin die Gefahr, eine latent vorhandene Psychose auszulösen. Die medizinische Fachliteratur beschreibt einen Fall, in dem Psilocybinkonsum (in Kombination mit Cannabis) zu einer Hallucinogen Persisting Perception Disorder führte. Auch sind Set und Setting zu beachten, da Psilocybin entgegengesetzt zu euphorischen Zuständen auch temporäre schizophrenieartige Psychosen in gesunden Menschen auslösen kann. Diese psychotischen Störungen beinhalten die Verzerrung der sensorischen Wahrnehmung und der Gedankenprozesse sowie eine eingeschränkte Selbstwahrnehmung. Die psychotomimetischen Effekte von Psilocybin konnten mit Ketanserin oder Risperidon unterbunden werden, Haloperidol verstärkte hingegen die Wirkung.
Bei starker Erregung („bad trip“) ist unter anderem medizinische Behandlung indiziert – „Goodman & Gilman’s The Pharmacological Basis of Therapeutics“ schlägt hier 20 mg Diazepam peroral vor, allerdings haben sich beruhigende Gespräche als wirksam erwiesen und sind daher als erste Maßnahme angezeigt.

### Kombination mit Monoaminoxidase-Hemmern
Die gleichzeitige Einnahme von Monoaminoxidase-Hemmern (MAOH) kann den Psilocybin-Rausch verlängern und intensivieren, aber auch in einer wenig berechenbaren Form verändern, da diese Kombination die Gehirnchemie komplex beeinflusst (siehe auch Serotonin-Syndrom). Die MAO-Hemmer blockieren das Enzym Monoaminoxidase, das Monoamine, darunter Psilocybin/Psilocin und etliche Neurotransmitter, (via oxidaktiver Desaminierung) abbaut. Kurzwirksame reversible Hemmer wie Harmalin unterliegen nicht den strengen Diätvorschriften, die für irreversible MAO-Hemmer gelten; letztere wurden vor 40 Jahren als Antidepressiva in der Psychiatrie eingeführt. Für Psilocybin existieren neben MAO noch weitere Abbauwege im Organismus.

## Analytik
Für die sichere qualitative und quantitative Bestimmung von Psilocybin werden nach angemessener Probenvorbereitung des jeweiligen Untersuchungsguts die Kopplungen der HPLC mit der Massenspektrometrie eingesetzt.

## Anwendung in der Medizin
Im Oktober 2018 hat die US-amerikanische Food and Drug Administration (FDA) Psilocybin für die Therapie von behandlungsresistenten Depressionen den Status einer „Durchbruchstherapie“ (Breakthrough Therapy Designation) verliehen. Der Status soll eine beschleunigte Entwicklung eines Arzneimittels zur Behandlung einer schweren Erkrankung ermöglichen, indem die Behörde die Entwicklung bereits in frühen klinischen Stadien intensiv begleitet und die regulatorische Prüfung zeitlich abkürzt.
Anfang 2020 gewährte die FDA den Status einer Durchbruchstherapie auch einem Programm zur Behandlung von schweren Depressionen mit Psilocybin. Eine Behandlungsresistenz ist hier keine Voraussetzung mehr für den Psilocybin-Einsatz in der Studie. Damit ist der Kreis der Patienten erheblich erweitert, die an der Studie teilnehmen dürfen.
2023 veröffentlichte die University of California, San Diego eine Phase-I Studie zu „Psilocybin-Therapie bei Magersucht“. 40 Prozent der Patientinnen hatten nach drei Monaten noch eine dauerhafte Besserung bei den Werten der etablierten Essstörungs-Untersuchung. Weitere Studien folgen.

## Rechtslage in Deutschland
Mit der vierten Betäubungsmittel-Gleichstellungsverordnung (4. BtMGlV) vom 21. Februar 1967, in Kraft getreten am 25. Februar 1967, wurden Psilocybin und Psilocin in der Bundesrepublik Deutschland den betäubungsmittelrechtlichen Vorschriften des Opiumgesetzes unterstellt. Heute sind Psilocybin und Psilocin in Anlage I zu § 1 BtMG (nicht verkehrsfähige Stoffe) aufgelistet, das heißt, jeglicher Umgang mit diesen Substanzen (mit Ausnahme des Konsums) ist für die Allgemeinheit generell verboten.

## Rechtslage außerhalb Deutschlands
Die Konvention über psychotrope Substanzen (1971) der Vereinten Nationen verlangt von ihren Mitgliedern das Verbot von Psilocybin im freien Warenverkehr und strenge Regulierung bei Forschungsanwendungen. Die psilocybinhaltigen Pilze sind von der Regulierung nicht betroffen, vor allem aufgrund von Forderungen der mexikanischen Regierung.
In den USA wurde Psilocybin (und Psilocin) durch die Drug Abuse Control Amendments als Zusatz zum Food, Drug and Cosmetic Act verboten (im Juli 1965 ratifiziert, ab Februar 1966 gültig), aufgrund eines Gesetzesvorschlags von Thomas J. Dodd. Psilocybin war jedoch nicht unter den Halluzinogenen aufgeführt und verschiedene Anwendungen waren vom Verbot ausgenommen, darunter der Besitz für den eigenen Gebrauch, für den Gebrauch eines Haushaltsmitglieds oder zur Anwendung an Tieren. Am 24. Oktober 1968 wurde die Regulierung verschärft. Am 27. Oktober 1970 wurden Psilocybin und Psilocin im Controlled Substances Act als Drogen der Schedule I und als Halluzinogene eingestuft. In einigen Bundesstaaten der USA besteht eine selektive Umsetzung, insbesondere bezüglich der psilocybinfreien Sporen. In der US-amerikanischen Großstadt Denver wurde im Mai 2019 bei einer Volksabstimmung für die Entkriminalisierung von psilocybinhaltigen Pilzen gestimmt. Im Juni 2019 hat Oakland als zweite, im Januar 2020 Santa Cruz als dritte und im September 2020 Ann Arbor als vierte US-amerikanische Stadt psilocybinhaltige Pilze entkriminalisiert. Der amerikanische Bundesstaat Oregon legalisierte am 3. November 2020 per Volksentscheid Psilocybin zur psychiatrischen Behandlung in überwachten Sitzungen. In Washington, D.C. wurde die Substanz entkriminalisiert. Im Jahr 2021 entschieden sich weitere US-Städte für die Entkriminalisierung von psilocybinhaltigen Pilzen, unter anderem Detroit, Seattle und Somerville. Nach einer Volksabstimmung im US-Bundesstaat Colorado im November 2022 wurde entschieden, dass Psilocybin dort ab 2025 in staatlich zertifizierten Einrichtungen unter Aufsicht konsumiert werden kann.
In Großbritannien erfolgte das Verbot 1971 im Misuse of Drugs Act, in Kanada mit dem Controlled Drugs and Substances Act von 1996.
In Japan wurde Psilocybin 2002 verboten.
Als weltweit erstes Land erlaubte Australien zum 1. Juli 2023 die Verschreibung von Psilocybin bei schwer behandelbaren Depressionen durch Psychiater mit einer speziellen Berechtigung. Da es kein Fertigpräparat gibt, werden die Kapseln in Apotheken hergestellt. Zuvor war Psilocybin in Australien im Standard for the Uniform Scheduling of Medicines and Poisons von Oktober 2015 verboten worden.
In Tschechien ist die medizinische Verwendung von Psilocybin ab 2026 legal.